# Bear Dance (Montana)
Bear Dance es un lugar designado por el censo ubicado en el condado de Lake en el estado estadounidense de Montana. En el Censo de 2010 tenía una población de 275 habitantes y una densidad poblacional de 38,26 personas por km².

## Geografía
Bear Dance se encuentra ubicado en las coordenadas 47°54′7″N 114°1′38″O / 47.90194, -114.02722. Según la Oficina del Censo de los Estados Unidos, Bear Dance tiene una superficie total de 7.19 km², de la cual 7.19 km² corresponden a tierra firme y (0%) 0 km² es agua.

## Demografía
Según el censo de 2010, había 275 personas residiendo en Bear Dance. La densidad de población era de 38,26 hab./km². De los 275 habitantes, Bear Dance estaba compuesto por el 95.27% blancos, el 0% eran afroamericanos, el 0.73% eran amerindios, el 0% eran asiáticos, el 0% eran isleños del Pacífico, el 3.27% eran de otras razas y el 0.73% pertenecían a dos o más razas. Del total de la población el 7.64% eran hispanos o latinos de cualquier raza.